# Dienstenrichtlijn
Richtlijn 2006/123/EG van het Europees Parlement en de Raad van 12 december 2006 betreffende diensten op de interne markt, beter bekend als de Dienstenrichtlijn, bijgenaamd de Bolkestein-richtlijn, verplicht EU-lidstaten tot het vrijgeven van hun dienstenmarkt, ten gunste van aanbieders in andere lidstaten.
De richtlijn zou met name voor middelgrote en kleine bedrijven een verbetering zijn. Ondernemers mogen volgens deze richtlijn in andere EU-landen geen extra eisen krijgen voor bijvoorbeeld diploma's en certificaten. Deze richtlijn was echter slechts een voorstel van de Commissie, gericht naar het Europees Parlement en de Raad van Ministers. Deze zouden hieraan amendementen toevoegen vooraleer deze maatregel van kracht werd. 
Er waren echter twee zaken aan het voorstel van de Commissie die vakbonden, het parlement en sommige ministers voor het hoofd stootten. Ten eerste was er de onmiddellijke vrijmaking van alle diensten, zo ook de gevoelige sociale diensten. Een Pools ziekenhuis zou dan bijvoorbeeld in België kunnen geopend worden. Ten tweede was er het land-van-herkomstprincipe. Hierbij zou de regelgeving moeten gevolgd worden van het land van herkomst. In het voorbeeld van het Poolse ziekenhuis zou er dus de Poolse regelgeving moeten gevolgd worden. Uiteindelijk werden de sociale diensten geschrapt uit de richtlijn en werd het land-van-herkomstprincipe omgekeerd ingeschreven. De aangepaste richtlijn werd op 16 februari 2006 door het Europees Parlement aangenomen, met 391 stemmen vóór en 213 tegen.

## Herziening
De uitwerking van zogenoemde 28e regimes wordt wel eens een “herziening van de Bolkesteinrichtlijn” genoemd.